# The M+M’s Tour
The M+M’s Tour, znana także jako The House of Blues Tour to seria krótkich koncertów Britney Spears trwających w maju 2007 roku.

## Informacje
Menadżerowie Britney postanowili wraz z przedstawicielami Domu Bluesa, że bilety na koncerty będą kosztować 125 $.

## Setlista
1. …Baby One More Time
2. I’m a Slave 4 U
3. Breathe on Me
4. Do Somethin’
5. Toxic

## Koncerty
∈
- 1 maja 2007 – San Diego, "House of Blues";
- 2 maja 2007 – Anaheim, "House of Blues";
- 3 maja 2007 – Los Angeles, "House of Blues";
- 6 maja 2007 – Las Vegas, "House of Blues";
- 16 maja 2007 – Orlando, "House of Blues";
- 20 maja 2007 – Miami, "Mansion Nightclub".